# Мег Вайт
Меган Марта Вайт (англ. Megan Martha White; нар. 10 грудня 1974, Гросс-Пойнт-Фармс, Мічиган, США) — американська музикантка та співачка, найбільш відома як барабанщиця «The White Stripes». Її вважають однією з ключових виконавиць у відродженні гаражного року 2000-х років, володарка низки нагород у складі дуету, зокрема шести «премій Греммі». У 2016 році потрапила до списку «100 найкращих барабанщиків усіх часів» журналу «Rolling Stone».
Музична кар'єра Вайт почалася з гри на барабанах свого майбутнього товариша по «The White Stripes» Джека Вайта у 1997 році. Вони вирішили разом створити гурт і через два місяці почали виступати. Він швидко став улюбленцем детройтського андеграунду та досяг міжнародної слави з виходом дебютного альбому «White Blood Cells» 2001 року. Під час туру на підтримку альбому 2007 року «Icky Thump» у барабанщиці сталася панічна атака, і решту виступів було скасовано. Після кількох публічних виступів і перерви у записах у лютому 2011 року гурт оголосив, що розпадається. Відтоді Вайт не брала активної участі у музичній індустрії.
Вайт називає себе «дуже сором'язливою» і не веде публічне життя. Вона з Джеком Вайтом вдавали з себе брата та сестру, але записи показали, що вони одружилися у 1996 році та розлучилися у 2000 році до популярності «White Stripes». У 2009 році вона вийшла заміж за гітариста Джексона Сміта, сина музикантів Патті Сміт і Фреда «Соніка» Сміта, пара розлучилася у 2013 році.

## Ранні роки
Народилася 10 грудня 1974 року в заможному передмісті Детройта Гросс-Пойнт-Фармс, штат Мічиган, у сім'ї Кетрін і Волтера Гекетта Вайта-молодшого. У неї є старша сестра Гізер. Вона навчалася у передмісті Детройта і, за словами одного з однокласників, «завжди була тихою, очевидно артистичною людиною, трималася осторонь». Ще у школі вона вирішила не вступати до коледжу, а натомість зайнятися кар'єрою шеф-кухаря. Вона влаштувалася у ресторан у центрі Роял-Оук, де познайомилася з музикантом-початківцем Джеком Гіллісом. Вони часто відвідували кав'ярні, місцеві музичні заклади та магазини звукозаписів у цьому районі.

## Кар'єра
За словами гурту, у День взяття Бастилії (14 липня) 1997 року Мег спробувала зіграти на ударній установці Джека. Зі спогадів Джека: «Коли вона почала грати зі мною на барабанах, для потіхи, і це було розкуто й відсвіжно. У цьому було щось таке, що відкрило мене». Тоді вони почали називати себе «The White Stripes» (оскільки Мег віддавала перевагу м'ятним цукеркам) і незабаром зіграли перший концерт у Детройті. На живих виступах Джек грав на гітарі та був вокалістом, а вона грала на барабанах.
Джек і Мег на публіці вдавали себе братом і сестрою й одягалися лише у червоне, біле та чорне. Їхня кар'єра розпочалась як представників андеграундної, гаражної рок-музики Мічигану. Вони виступали разом з більш відомими місцевими гуртами, як-от «Bantam Rooster», «Dirtbombs», «Two Star Tabernacle», «Rocket 455» та «Hentchmen» тощо. У 1998 році група підписала контракт з Italy Records, невеликим незалежним гаражним панк-лейблом Дейва Б'юіка з Детройта. Гурт випустив свій однойменний дебютний альбом у 1999 році, а за рік вийшов культовий класичний альбом «De Stijl». Згодом альбом посів 38 місця у чарті Independent Albums «Білборд». Попри їхнє розлучення 2000 року, Мег наполягла на продовження співпраці у гурті.

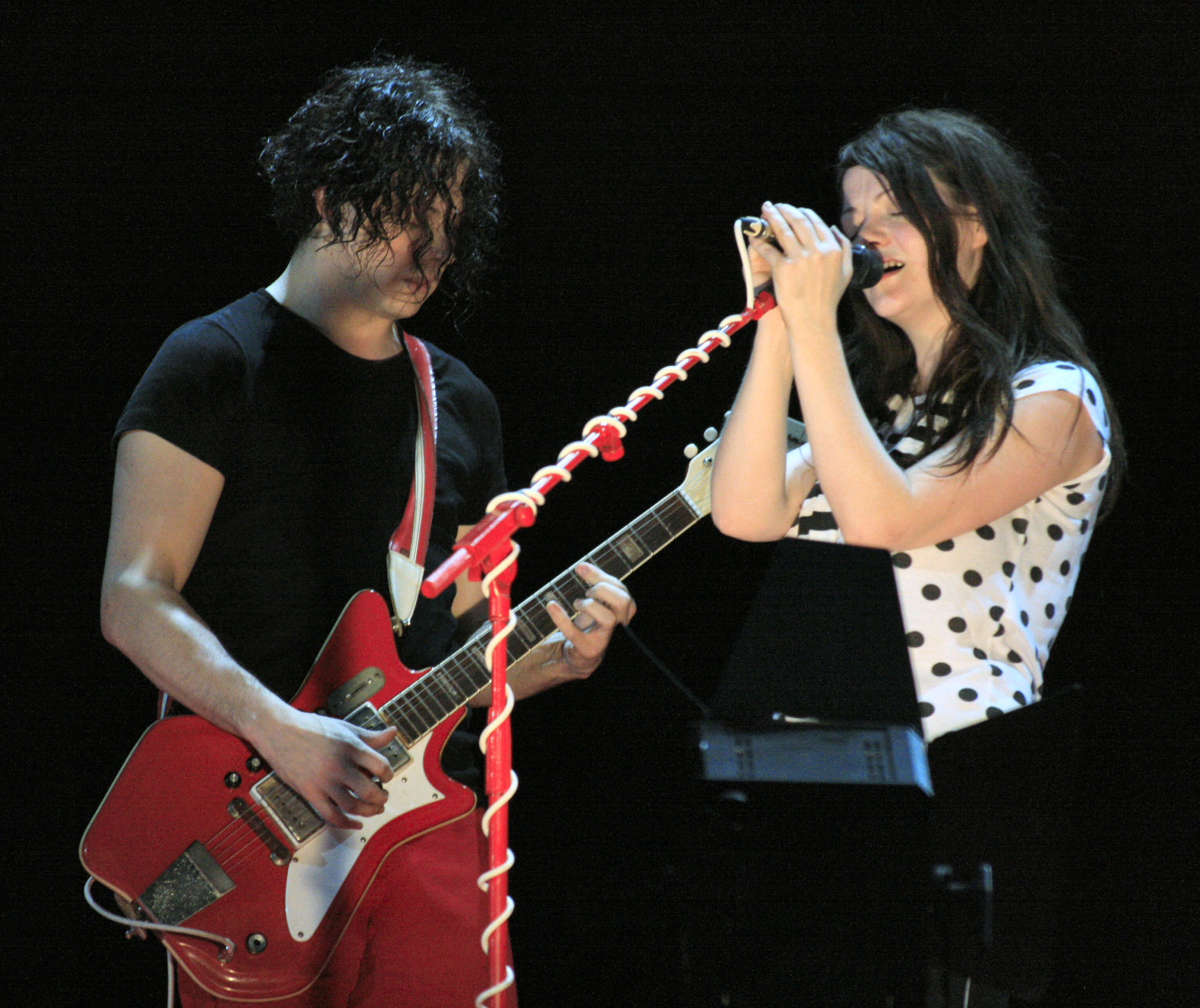
«The White Stripes» на фестивалі O2 Wireless, 2007

Гурт «The White Stripes» отримав широке визнання у 2001 році з випуском альбому «White Blood Cells», який вивів їх на передові позиції відродження гаражного року та зробив одним з найвідоміших гуртів у наступному році. Цьому успіху сприяв вихід альбому «Elephant» у 2003 році, який так само отримав визнання, а його перший сингл «Seven Nation Army» став фірмовою піснею гурту та спортивним гімном. Кілька авторів AllMusic назвали гру Мег на барабанах «гіпнотичною» та «вибухово мінімальною», а Брем Телтельман з «Billboard» назвав її «простою, але ефектною». Альбом отримав премію «Греммі» за найкращий альбом альтернативної музики, а «Seven Nation Army» визнали найкращою рок-піснею. Їхні пізніші альбоми «Get Behind Me Satan» 2005 року та «Icky Thump» 2007 року отримали визнання та нагороди «Греммі» за найкращий альбом альтернативної музики. Головна пісня останнього також отримала «Греммі» як найкраща рок-пісня.
Хоча Джек зазвичай був головним вокалістом, час від часу співала й Мег, перший раз стала дублером на записі «Your Southern Can is Mine» для «De Stijl». Вона виконала головну роль у чотирьох піснях Stripes: «In the Cold, Cold Night» з альбому «Elephant», «Passive Manipulation» з «Get Behind Me Satan», «Who's a Big Baby» сторона Б до «Blue Orchid» та «St. Andrew (This Battle Is in the Air)» з «Icky Thump». Вона також виконала різдвяну пісню «Silent Night» для синглу «Candy Cane Children». І Мег, і Джек спільно співають в піснях «Hotel Yorba» і «This Protector» з «White Blood Cells», «Rated X» із синглу «Hotel Yorba», «Well It's True That We Love One Another» з «Elephant» і «Rag and Bone» з «Icky Thump». Ендрю Катчен з журналу «Білборд» назвав її вокал «делікатним і солодким».
Вайт з'явилася на обкладинці синглу «Pink» від «Whirlwind Heat», у музичному відео «Cha Cha Twist» гурту «Detroit Cobras» як Червона шапочка, а також разом з Джеком Вайтом у фрагменті фільму Джима Джармуша «Кава та сигарети» 2003 року. Вона працювала моделлю для весняної колекції Марка Джейкобса 2006 року. Дві її фотографії з'явилися у березневому випуску Elle за 2006 рік. Боб Оденкірк обрав її для написання барабанної теми для персонажа Декса Шепарда у фільмі «Ходімо за ґрати» 2006 року, всупереч Оденкірку студія видалила її з фільму. Гурт з'явився у головній ролі у «Сімпсонах» в епізоді «Jazzy and the Pussycats», який вперше вийшов в ефір 17 вересня 2006 року.
Влітку 2007 року перед виступом у Саутгейвені Бен Блеквелл (племінник Джека й архіваріус групи) розповів, що Мег підійшла до нього та сказала: «Це останнє шоу „White Stripes“». Він запитав, чи має вона на увазі тур, але вона відповіла: «Ні. Я думаю, що це останнє шоу, і крапка». 11 вересня 2007 року на вебсайті гурту з'явилась інформація про скасування 18 виступів туру через панічну атаку Мег. Наступного дня дует також скасував решту дат туру 2007 року у Великій Британії. Тим часом Джек працював з іншими виконавцями, а Мег залишилася поза увагою громадськості, хоча у червні 2008 року ненадовго з'явилася на сцені під час виступу на біс у Детройтському шоу з одним з гуртів Джека, «Raconteurs». В інтерв'ю «Music Radar» Джек пояснив, що панічні атаки Мег спричинено поєднанням дуже короткого часу на репетиції перед туром, який ще більше скоротився через народження сина у Джека, та напруженого графіка гастролей. Він сказав: «Я щойно приїхав з туру „Raconteurs“ і відразу потрапив у це, тому я вже був на повній швидкості. Мег вийшла з мертвої зупинки на рік і знову повернулася до того божевілля».
Джек розповів про плани гурту випустити сьомий альбом до літа 2009 року. 20 лютого 2009 року — і в останньому епізоді «Пізня ніч з Конаном О'Браєном» — після скасування турів гурт виступив вперше і, напевно, в останнє наживо з піснею «We're Going to Be Friends». Мег знялася разом з Джеком у документальному фільмі 2009 року «Приготуйтесь, буде гучно». 18 вересня 2009 року на Міжнародному кінофестивалі у Торонто відбулася прем'єра документального фільму про їхній тур Канадою під назвою «The White Stripes: Under Great White Northern Lights». Режисер фільму Еммет Маллой задокументував літній тур гурту 2007 року Канадою та живі концерти та кадри, зняті поза сценою. Дует з'явився на прем'єрі фільму і перед початком виступив з короткою промовою про свою любов до Канади та про те, чому вони вирішили дебютувати у Торонто. Другий фільм «Under Nova Scotian Lights» був підготовлений для випуску DVD, однак так і не вийшов.
2 лютого 2011 року на офіційному сайті гурту з'явилась інформація, що дует розпадається. У заяві наголошувалося, що це не пов'язано з проблемами зі здоров'ям чи артистичними розбіжностями, а «в основному для того, щоб зберегти всю красу й особливості гурту». Відтоді Вайт не брала активної участі у музичній галузі.

## Особисте життя
Вайт і Джек Вайт почали зустрічатися у середині 1990-х років і одружилися 21 вересня 1996 року, причому Джек взяв її прізвище. Пара розлучилася 24 березня 2000 року. З травня 2009 року до липня 2013 року вона перебувала у шлюбі з гітаристом Джексоном Смітом, сином музикантів Патті Сміт і Фреда «Соніка» Сміта; нечисельна весільна церемонія відбулася на подвір'ї Джека Вайта у Нешвіллі.
Вайт страждає від панічних атак, і описала себе як «дуже сором'язливу». У 2005 році вона сказала «Rolling Stone», що «чим більше ви говорите, тим менше людей слухають». Після скасування кількох виступів туру «The White Stripes» у 2008 році Джек заявив, що «Мег — дуже сором'язлива дівчина, дуже тиха та сором'язлива людина. Рухати на повній швидкості у заторі — це надзвичайно важко, і нам довелося взяти перерву». Станом на 2014 рік Вайт мешкала у Детройті.

## Артистизм

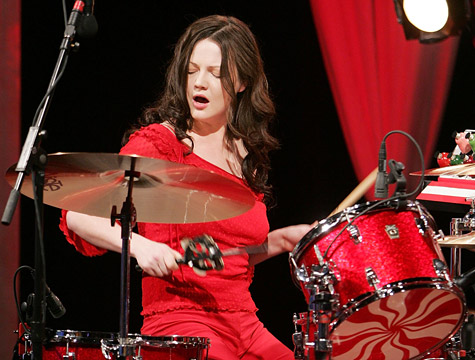
Вайт під час гри на фірмовій парі льодяникових барабанів Ludwig Drums з тарілками Paiste, 2005

Музичний вплив Вайт широкий і різноманітний, а Боб Ділан був її улюбленим виконавцем. Згадуючи «первісний» підхід до гри на барабанах, вона зауважила: «У цьому моя сильна сторона. Багато барабанщиків почувалися б дивно, граючи так просто». Вона додала: «Я ціную інших барабанщиків, які грають по-іншому, але це не мій стиль, це не те, що працює для цього гурту. Іноді я отримую [критику], і я переживаю періоди, коли це мене справді турбує. Але потім я переосмислюю та розумію, що це те, що дійсно потрібно для гурту. І я лише намагаюся отримати від цього якомога більше задоволення». Її розминка перед виступом складалася з «віскі та Red Bull».
Вайт почала з червоного комплекту Ludwig Classic Maple з червоно-білим льодяниковим вихором на шкірі том-томів і бас-барабана. Її бас-барабан Pearl Export разом з оригінальним бас-барабаном з льодяниковим малюнком, на якому вона грала під час першого концерту гурту, а також костюм з фотографій для альбому «Icky Thump» було представлено у Залі слави рок-н-ролу на виставці «Women Who Rock». Під час туру «Icky Thump» дизайн бас-барабана було замінено на ґудзик, натхненний одягом Джека і Мег з обкладинки альбому. Під час запису «From the Basement: The White Stripes» дизайн змінили на руки Вайта, які тримають яблуко з обкладинки «Get Behind Me Satan».
З 2006 року Вайт використовувала пару хай-хетів Paiste 14" Signature Medium, 19" Signature Power Crash і 22" 2002 Ride. Вона також використовувала шкіру для барабанів Remo і Ludwig, різні ударні інструменти та барабанні палички Vater. Пізніше вона пожертвувала свій комплект Ludwig у благодійний фонд рок-н-ролу Джима Шоу 2009 року, аукціон для збору грошей для детройтського музиканта, який страждав на рак.

## Сприйняття
Вайт вважають ключовою фігурою у відродженні гаражного року 2000-х років, і вона отримала кілька позитивних відгуків критиків і шанувальників за спрощений і «первинний» стиль гри на барабанах. Її суворе дотримання приватності та мала кількість інтерв'ю стали предметом багатозначних коментарів. NPR назвав її «найгучнішим інтровертом XXI століття».
Про концерт 2002 року у Клівленді письменник Чак Клостерман сказав: «[Мег] ніколи не кривлялася і не було схоже, що вона спітніла; але чомусь її барабани звучали, як стадо клайдсдейлів, які падають з неба один за одним. Очевидно, що гурт на вершині своєї могутності». У британській газеті «Таймс» сказано, що вона «звела мистецтво гри на барабанах до його основних компонентів, стукаючи разом по малому барабану та тарілці разом з ударами бас-барабана, що нагадує Мо Такера з The Velvet Underground». Стаття NPR високо оцінює барабанницю: «Мег Вайт на барабанах розбивала тілесні, інтуїційні, грубі, іноді смішні та завжди актуальні історії, які розповідали про людський досвід». Дейв Грол з Foo Fighters і раніше «Nirvana» похвалили гру Вайт на барабанах, заявивши в інтерв'ю, що вона була «одною з моїх найулюбленіших довбаних барабанщиць усіх часів. Неначе, ніхто так не грає на барабанах».Том Морелло з «Rage Against the Machine» написав у дописі в Instagram, що Вайт «має стиль, розмах, особистість, шарм, смак і приголомшливість, які виходять за рамки чартів, й атмосферу, яка недоторкана». А от «Ассошіейтед Прес» назвало її гру «надзвичайно рудиментарною», а сайт сатиричних новин The Onion одного разу опублікував заголовок «Соло Мег Вайт на барабанах зберігає стабільний ритм протягом 23 хвилин». У відповідь на негативний консенсус Джек Вайт заявив, що гра на барабанах Мег є «найкращою частиною цього гурту» і назвав її «сильною жіночою представницею рок-н-ролу». Недоброзичливців назвав «сексистами».
Після думки письменника Лаклана Маркая про гру Вайт як «трагедія» та"жах" у відповідь на статтю журналу «Нешенл ревю» про 20-річчя «Seven Nation Army» у Twitter, кілька музикантів і критиків стали на її захист, що додало Вайт впізнаваності. Хіп-хоп-музикант Questlove назвав коментарі «зухвалими». […] Поганим в музиці є те, що люди заглушають життя в музиці, як у фільтрі Instagram, намагаючись досягти високої музичної досконалості, яка не навіть не важлива у пісні (або музиці)». Співачка Карен Елсон, дружина Джека Вайта з 2005 до 2013 рік, написала: «Мег Вайт не тільки фантастична барабанщиця, Джек також сказав, що „White Stripes“ були б нічим без неї. Журналісте, який її знеславив, прибери ім'я колишньої дружини мого колишнього чоловіка з твоїх й*баних вуст». Журналістка Енні Залескі написала: «На сцені з „White Stripes“ Мег Вайт виглядала повністю безтурботною та холодною, зберігаючи рівномірний бекбітт і гарантуючи, що пісні гурту ніколи не зіб'ється з курсу. Називати те, що вона робила простим, підриває весь підхід до її техніки та виконання». Джек Вайт відповів на коментарі віршем. Пізніше Маркай перепросив і видалив свої коментарі.
У 2016 році Вайт потрапила до списку 2016 року «100 найкращих барабанщиків усіх часів» «Rolling Stone» і написав, що її «особливий, первісний погляд на гру на барабанах став основоположним для привабливості „White Stripes“, які виступали у нарядах льодяникового кольору та простого блюзу до рок-зірки початку нульових». Вони також написали, що її «мистецтво та справжній талант визначили один з найважливіших гуртів XXI століття». «NME» включив її до свого списку 2018 року «32 найкращих барабанщиків, які прикрасили рок-н-рол». У 2022 році вона з'явилася у списку «100 найкращих барабанщиків» Universal Music Group і визнана «найпереконливішою рок-музиканткою». У 2023 році журнал «Клаш» назвав її «Одною з найкращих барабанщиків року».

## Фільмографія
| Рік  | Назва                              | Роль | Примітки                           |
| ---- | ---------------------------------- | ---- | ---------------------------------- |
| 2003 | Кава та сигарети                   | себе | Фільм-антологія                    |
| 2004 | Під вогнями Блекпула               | себе | Концертний фільм прямого перегляду |
| 2006 | Сімпсони                           | себе | Епізод: «Jazzy and the Pussycats»  |
| 2009 | Приготуйтесь, буде гучно           | себе | Документальний фільм               |
| 2010 | Під великим білим північним сяйвом | себе | Документальний фільм               |

## Дискографія

### З «White Stripes»
- The White Stripes (1999)
- De Stijl (2000)
- White Blood Cells (2001)
- Elephant (2003)
- Get Behind Me Satan (2005)
- Icky Thump (2007)

## Нагороди та номінації
Вайт отримала кілька нагород у складі «White Stripes», зокрема одну Brit Awards з шести номінацій і шість премій Греммі з одинадцяти номінацій.

## Додаткова література
- Handyside, Chris (2004). Fell in Love with a Band: The Story of The White Stripes. St. Martin's Griffin. ISBN 978-0312336189.
- Schlanger, Talia (21 вересня 2018). Meg White Is The 21st Century's Loudest Introvert. NPR.org (англ.). Процитовано 10 грудня 2018.